# Mistrzostwa Polski w Boksie 1948
19. Mistrzostwa Polski w boksie mężczyzn odbyły się od 8 do 11 kwietnia 1948 roku w Warszawie. Startowało 87 zawodników.

## Medaliści
| Kategoria:                    | Złoto:                                     | Srebro:                           | Brąz:                                                               |
| waga musza (do 50,8 kg)       | Janusz Kasperczak (Warta Poznań)           | Marian Sowiński (MKS Gdynia)      | Edward Gumowski (Gryf Toruń) Roda (Związkowiec Szczecin)            |
| waga kogucia (do 53,5 kg)     | Maksymilian Grzywocz (Piast Gliwice)       | Stefan Czarnecki (Zryw Łódź)      | Edward Schoentag (PZL Rzeszów) Edward Symonowicz (Gwardia Wrocław)  |
| waga piórkowa (do 57,2 kg)    | Aleksy Antkiewicz (MKS Gdynia)             | Antoni Czortek (Radomiak)         | Mieczysław Kaflowski (Gwardia Wrocław) Rudolf Matloch (Huta Zabrze) |
| waga lekka (do 61,2 kg)       | Ernest Rademacher (Zryw Świętochłowice)    | Brunon Skierka (MKS Gdynia)       | Feliks Szczerbowski (Cracovia) Bogusław Wesołowski (Stella Gniezno) |
| waga półśrednia (do 66,7 kg)  | Zygmunt Chychła (Gedania Gdańsk)           | Jerzy Olejnik (ŁKS Łódź)          | Zygmunt Adamski (Warta Poznań) Ginter Sztolc (Pafawag Wrocław)      |
| waga średnia (do 72,6 kg)     | Zbigniew Zagórski (Sierakowianka Warszawa) | Józef Pisarski (ŁKS Łódź)         | Marian Matuła (Wisła Kraków) Alfred Paliński (Legia Chełmża)        |
| waga półciężka (do 79,4 kg)   | Franciszek Szymura (Warta Poznań)          | Józef Archacki (Grochów Warszawa) | Bronisław Kubicki (Gwardia Kielce) Jan Pieniążek (Grobla Kraków)    |
| waga ciężka (powyżej 79,4 kg) | Stanisław Jaskóła (Tęcza Łódź)             | Jan Klimecki (Warta Poznań)       | Bernard Białkowski (Gedania Gdańsk) Franciszek Grzelak (Warszawa)   |